# Alpheus lottini
Alpheus lottini är en kräftdjursart som beskrevs av Félix Édouard Guérin-Méneville 1829. Alpheus lottini ingår i släktet Alpheus och familjen Alpheidae. Inga underarter finns listade i Catalogue of Life.